# Herrarnas räck i gymnastik vid olympiska sommarspelen 1992
Herrarnas räck i gymnastik vid olympiska sommarspelen 1992 avgjordes den 27 juli-2 augusti i Palau d'Esports de Barcelona.

## Medaljörer
| Gren           | Guld            | Silver                  | Brons        |
| Herrarnas räck | Trent Dimas USA | Andreas Wecker Tyskland | Ingen utsedd |
| Herrarnas räck | Trent Dimas USA | Hryhorij Misiutin OSS   | Ingen utsedd |

## Resultat

### Final
| Placering | Gymnast                 | Poäng |
| --------- | ----------------------- | ----- |
|           | Trent Dimas (USA)       | 9.875 |
|           | Andreas Wecker (GER)    | 9.837 |
|           | Hryhorij Misiutin (EUN) | 9.837 |
| 4         | Guo Linyao (CHN)        | 9.812 |
| 5         | Daisuke Nishikawa (JPN) | 9.787 |
| 5         | Valerij Belenkij (EUN)  | 9.787 |
| 5         | Yoshiaki Hatakeda (JPN) | 9.787 |
| 8         | Li Jing (CHN)           | 6.425 |